# عاصم بارس
عاصم بارس (بالتركية: Asım Pars)‏ مواليد 29 يوليو 1976 في جمهورية البوسنة والهرسك الاشتراكية، هو لاعب كرة سلة تركي من أصل بوسني. بدأ مسيرته الاحترافية في سنة 1993. بلغ طوله 6 قدم 11 بوصة (2.1 م). حقق المركز الثاني في بطولة أمم أوروبا لكرة السلة 2001.

## المسيرة الاحترافية
لعب مع غلطة سراي لكرة السلة في الدوري التركي في موسم 1993–1994، ثم لعب مع أولكرسبور من سنة 1996 إلى 1998، ثم لعب مع نادي طوفاس الرياضي في الدوري التركي من سنة 1998 إلى 2000، ثم لعب مع طوفاس الرياضي في الدوري التركي من سنة 1998 إلى 2000، ثم لعب مع فنربخشة في موسم 2000–2001، ثم لعب مع أولكرسبور في موسم 2001–2002، ثم لعب مع أنادولو إفيس في موسم 2002–2003، ثم لعب مع دينامو موسكو في موسم 2003–2004، ثم لعب مع لوكوموتيف كوبان في الدوري الروسي في موسم 2006–2007.

## الميداليات
| الميدالية | المسابقة                         |
| --------- | -------------------------------- |
| فضية      | بطولة أمم أوروبا لكرة السلة 2001 |

## وفاته ونعيه
عُثر على عاصم بارس يوم الاثنين 20 ربيع الأول 1446هـ الموافق 23 سبتمبر (أيلول) 2024م ميتًا في منزله بمدينة كاليسيا، شمال شرقي البوسنة والهرسك، عن عمر يناهز 48 عامًا. وجاء في البيان الذي أدلت به شرطة المدينة أنه عُثر على جثة بارس في منزله، وأكدت الفرق الطبية التي وصلت إلى مكان الحادث هذه المعلومات.
ونشر الاتحاد التركي لكرة السلة تغريدة على منصة إكس نعاه فيها بالتركية وهذه ترجمتها: « نشعر بالحزن عندما علمنا بوفاة عاصم بارس، أحد لاعبي كرة السلة السابقين في المنتخب الوطني، باعتبارنا اتحاد كرة السلة التركي، نتمنى الرحمة للفقيد ونقدم تعازينا لأقاربه ومجتمع كرة السلة».

## روابط خارجية
- عاصم بارس على موقع الاتحاد الدولي لكرة السلة (الإنجليزية)
- عاصم بارس على موقع كرة السلة الأوروبية.كوم (الإنجليزية)
- عاصم بارس على موقع ريلجم (الإنجليزية)
- عاصم بارس على موقع بروبوليرز (الإنجليزية)
- عاصم بارس على موقع سبورتس رفرنس (الإنجليزية)